# Gmina Çepan
Gmina Çepan (alb. Komuna Çepan) – gmina położona w środkowej części Albanii. Administracyjnie należy do okręgu Skrapar w obwodzie Berat. W 2011 roku populacja gminy wynosiła 740, 389 kobiet oraz 351 mężczyzn, z czego Albańczycy stanowili 98,73% mieszkańców.
W skład gminy wchodzi czternaście miejscowości: Çepani, Blezencka, Kakosi, Malindi, Muzhaka, Prishta, Qeshibesi, Rogu, Sevrani i Madh, Sevrani i Vogël, Streneci, Zabërzani, Zabërzani i Ri, Muzhencka, Sitica.